# Cantón de Cherburgo-Octeville-Suroeste
El cantón de Cherburgo-Octeville-Suroeste era una división administrativa francesa, que estaba situada en el departamento de Mancha y la región de Baja Normandía.

## Composición
El cantón estaba formado por cinco comunas, más una fracción de la comuna que le daba su nombre:
- Cherburgo-Octeville (fracción)
- Couville
- Hardinvast
- Martinvast
- Saint-Martin-le-Gréard
- Tollevast

## Supresión del cantón de Cherburgo-Octeville-Suroeste
En aplicación del Decreto n.º 2014-246 de 25 de febrero de 2014, el cantón de Cherburgo-Octeville-Suroeste fue suprimido el 22 de marzo de 2015 y sus 6 comunas pasaron a formar parte; cinco del nuevo cantón de Cherburgo-Octeville-3 y la fracción de la comuna que le daba su nombre pasó a formar parte de los nuevos cantones de Cherburgo-Octeville-1 y de Cherburgo-Octeville-3.